# Joseph Dayo Oshadogan
Joseph Dayo Oshadogan (ur. 27 czerwca 1976 w Genui) – włoski piłkarz nigeryjskiego pochodzenia występujący na pozycji obrońcy.

## Kariera
Oshadogan został trzecim, po Massimiliano Iezzim i Stefano Napoleonim, Włochem występującym w Ekstraklasie. Jest również drugim, po Napoleonim, reprezentantem tego kraju, który zdobył w polskiej lidze gola. Począwszy od debiutu, w przegranym meczu z GKS Bełchatów, rozegrał dwadzieścia cztery mecze, strzelając cztery bramki.
Wcześniej, przed przyjazdem do Polski, Oshadogan próbował, z powodzeniem, swoich sił w klubach włoskich: Foggii (Serie A), Regginie Calcio i Ternanie Calcio (Serie B). Mniej udane były jego przygody z bardziej znanymi klubami: zarówno w Romie, jak i w AS Monaco, nie udało mu się wedrzeć do składu. W 1996 roku występował w młodzieżowej reprezentacji Włoch w piłce nożnej-rozegrał w jej barwach 3 mecze.